# Markus Lösch
Markus Lösch (* 26. September 1971 in Stuttgart) ist ein ehemaliger deutscher Fußballspieler. Der mehrfache Bundesligaspieler beendete 2008 beim SSV Ulm 1846 seine Spielerkarriere. Seit 2011 ist er als Funktionär beim VfB Stuttgart tätig.

## Karriere
Nachdem Lösch in der Jugend bei TSV Schmiden und dem SV Fellbach gespielt hatte, wurde er von den Stuttgarter Kickers entdeckt und spielte dort in der zweiten Mannschaft. 1993 wechselte er zu den TSF Ditzingen in die Oberliga. Mit dem Verein qualifizierte er sich ein Jahr später für die neu geschaffene Regionalliga Süd.
1996 kehrte Lösch zum Zweitligisten Stuttgarter Kickers zurück, um dort – dieses Mal in der ersten Mannschaft – zwei Jahre zu spielen, ehe er 1998 zum Bundesligisten 1. FC Nürnberg ging. Mit dem „Club“ stieg er zwar ab, blieb ihm aber dennoch treu. Mit Eintracht Frankfurt kehrte er 2000 in die Bundesliga zurück, konnte dort aber nicht überzeugen und nach nur einem Jahr verließ er den Verein wieder.
Löschs nächste Station war wiederum die Mannschaft der Kickers aus seiner Geburtsstadt Stuttgart. Nach nur einem Jahr Regionalligafußball wechselte er zum Zweitligisten Eintracht Trier. Nach zwei Jahren an der Mosel ging es zu einem einjährigen Intermezzo ins Rheinland zu Fortuna Düsseldorf. Anschließend kehrte er wieder nach Trier zur Eintracht zurück. Nach dem Abstieg in die Oberliga verließ er den Klub und spielte ab dem Sommer 2006 in Ulm beim SSV 1846, wo er als defensiver Mittelfeldspieler dem Verein beim Aufstieg in die Regionalliga helfen sollte. Nachdem er sich im März 2008 in einem Training zum zweiten Mal binnen kurzer Zeit seinen Ellbogen brach, beendete er seine aktive Laufbahn. Kurze Zeit später schloss er ein Sportmanagementstudium erfolgreich ab und nahm ein Angebot seiner letzten Spielstation an, als Geschäftsführer für den Fußballverein tätig zu werden. Im Zuge des Anfang 2011 eröffneten Insolvenzverfahrens gegen den SSV Ulm 1846 wurde Lösch von seinem Amt freigestellt.
Im Juli 2011 wurde Markus Lösch vom VfB Stuttgart als Scout verpflichtet. Ein Jahr später übernahm Lösch die Leitung der Scoutingabteilung des VfB. Seit 2025 ist er Betreuer der Leihspieler beim VfB.